# Comitè Spaak

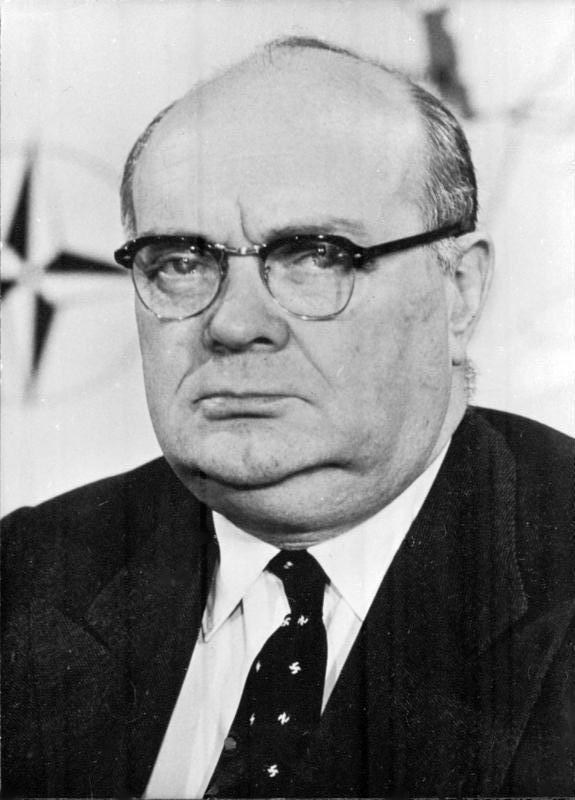
Paul-Henri Spaak

El Comitè Spaak va ser una Conferència intergovernamental posada en marxa pels ministres d'Afers Estrangers dels sis països que formaven la Comunitat Europea del Carbó i de l'Acer (CECA), com a resultat de la Conferència de Messina de 1955. El Comitè Spaak desenvoluparia els seus treballs entre el 9 de juliol de 1955 i el 20 d'abril de 1956, data en què els sis delegats dels països de la CECA aprovarien la redacció final de l'informe Spaak. Els treballs del Comitè girarien al voltant de dos temes principals:
- la creació d'un mercat comú europeu
- l'establiment d'una Comunitat Europea per a l'ús i aprofitament de l'energia atòmica amb fins pacífics.

La direcció del Comitè estava integrada pel mateix Paul-Henri Spaak i sis delegats corresponents dels sis països de la CECA, així com un representant del Regne Unit, Russell Bretherton i un altre representant de l'Alta Autoritat de la CECA però amb caràcter únicament observador. Els diferents comitès examinarien els aspectes relatius al mercat comú, a la mecànica de les inversions, als assumptes socials, a l'ús de l'energia nuclear i convencional, al transport públic i a les obres públiques. D'altra banda, es posarien en marxa múltiples subcomitès altament especialitzats per tractar matèries relacionades amb la unió duanera o l'energia nuclear.
El mercat comú va ser el tema principal a tractar pel Comitè, malgrat que també va sorgir la qüestió agrícola. D'altra banda, es va analitzar l'assumpte del transport i l'ús de l'energia convencional. El novembre de 1955, el Comitè es va concentrar en l'elaboració d'un sistema de mercat comú basat en l'eliminació de les barreres comercials entre els països membres, l'establiment d'un aranzel exterior comú, l'harmonització social i financera, i la creació d'unes institucions permanents.
El 6 de setembre de 1955, a la Conferència de Noordwijk, Spaak presentar la versió provisional de l'informe Spaak. A l'octubre del mateix any, el Regne Unit decidiria abandonar el Comitè Spaak, donada la seva oposició a l'establiment d'una unió duanera, i la seva negativa a confiar tecnologia nuclear a Euratom. En aquella fase, el Regne Unit en tenia prou amb pertànyer a la CECA, i no desitjant anar més enllà, va retirar al seu representant del Comitè el 7 de novembre de 1955.
Els dies 11 i 12 de febrer de 1956, els ministres d'Afers Exteriors de la CECA es van reunir a Brussel·les per a acordar la versió definitiva de l'Informe Spaak, que els seria lliurat el 21 d'abril de 1956.
D'aquesta manera, l'Informe Spaak seria aprovat en la Conferència de Venècia, celebrada durant els dies 29 i 30 de maig de 1956, i en la qual al seu torn es va convocar la Conferència intergovernamental sobre el Mercat Comú i Euratom, reunida al Castell de Val-Duchesse (Brussel·les) durant el mes de juliol de 1956.
Tals conferències desembocarien en la celebració dels Tractats de Roma, que firmarien a 1957, i pels quals s'establiria la Comunitat Econòmica Europea (CEE) i la Comunitat Europea de l'Energia Atòmica (Euratom), integrades pels membres de la Comunitat Europea del Carbó i de l'Acer.